# Dingelvik
Dingelvik is een plaats in de gemeente Bengtsfors in het landschap Dalsland en de provincie Västra Götalands län in Zweden. De plaats heeft 58 inwoners (2005) en een oppervlakte van 21 hectare.